# Phlegra dunini
Phlegra dunini är en spindelart som beskrevs av Galina N. Azarkina 2003 [2004. Phlegra dunini ingår i släktet Phlegra och familjen hoppspindlar. Inga underarter finns listade i Catalogue of Life.